# Vernon Myman Lyman Kellogg
Pour les articles homonymes, voir Kellogg.
 (novembre 2019).
Si vous disposez d'ouvrages ou d'articles de référence ou si vous connaissez des sites web de qualité traitant du thème abordé ici, merci de compléter l'article en donnant les références utiles à sa vérifiabilité et en les liant à la section « Notes et références ».
Vernon Myman Lyman Kellogg est un écrivain, un administrateur et un entomologiste américain, né le 1er décembre 1867 à Emporia dans le Kansas et mort le 8 août 1937 à Hartford dans le Connecticut.

## Biographie
Son père est Lyman Beecher Kellogg, directeur de l’École normale de l’État du Kansas, puis juge, puis sénateur de l’État avant de devenir procurer général. Sa mère, Abigail Homer, meurt durant son enfance et son père se remarie avec Jennie Mitchell.
Son enfance se passe au contact de la nature et c’est sans difficulté que l’un de ses professeurs de l’université du Kansas, Francis Huntington Snow (1840-1908), l’encourage dans l’étude de l’histoire naturelle. Il s’intéresse particulièrement à l’entomologie, discipline de Snow et d’un autre de ses professeurs, Samuel Wendell Williston (1852-1918). Il obtient son Bachelor of Arts en 1889, son Master of Sciences en 1892. De 1890 à 1892, il est professeur-assistant à l’université et le secrétaire de Snow.
En 1891-1892, il fréquente l’université Cornell où il subit l’influence de John Henry Comstock (1849-1931). Il complète ses études à l’université de Leipzig en 1893-1894 et 1897-1898 puis à celle de Paris en 1904-1905.

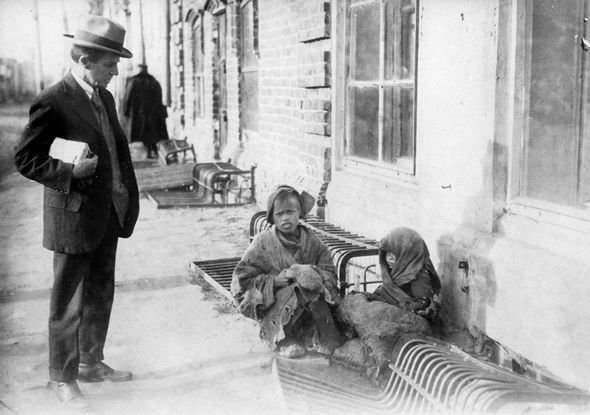
Vernon Kellogg dans une rue de Moscou

David Starr Jordan (1851-1931), président de l’université Stanford, impressionné par le travail accompli par Kellogg à l’université Cornell lui offre un poste de professeur-assistant en entomologie. Kellogg s’y spécialise sur les mallophages et les anoploure et travaille non seulement sur leur taxinomie mais sur les variations spécifiques et leur évolution. Il s’intéresse également beaucoup au ver à soie. Il travaille aux côtés de Jordan et Comstock lorsque ce dernier vient régulièrement à Stanford. En 1908, Kellogg épouse Charlotte Hoffman de Berkeley, union dont naîtra une fille en 1910.
Lorsque la Première Guerre mondiale éclate, Kellogg se rend à Washington pour offrir au gouvernement le soutien de la science. Le premier résultat de son action est la création du National Research Council où sein duquel il dirige le département de l’agriculture, de la botanique et de la zoologie. Après la guerre, il sera nommé secrétaire permanent, fonction qu’il exerce jusqu’à sa mort. En 1915, il nommé directeur du Comité d’aide aux Belges et participe, de 1917 à 1919 aux travaux de l’organisme américain chargé de l’alimentation puis, de 1918 à 1921, il assiste Herbert Hoover (1874-1964) pour l’aide à la Pologne et à la Russie.
Kellogg est l’ami de nombreux hommes célèbres comme l’éditeur de journaux William Allen White (1868-1944),  le général Frederick Funston (1865-1917), le juriste et homme politique Herbert Spencer Hadley (1872-1927), l’ingénieur Henry Earle Riggs (1865-?), le président Herbert Hoover (1874-1964), etc. En 1930, Kellogg est atteint par la maladie de Parkinson et meurt quelques années plus tard. Il est enterré près de Carmel Bay, en Californie.
Avec sa femme, il traduit la biographie de Pierre Curie signée par Marie Curie (1867-1934), elle paraît cher Macmillan Company (New York) en 1923 (rééditée en 1963).
L’un des 2 710 Liberty Ships (vaisseaux de la liberté) construit entre 1941 et 1945, le no 1691, lui sera dédié.

## Publications
(Liste partielle)
- 1892 : Common injurious insects of Kansas (Lawrence University) – exemplaire numérique sur American Libraries.
- 1895 : avec J.H. Comstock, The elements of insect anatomy; an outline for the use of students in the entomological laboratories of Cornell University and Leland Stanford Junior University (Comstock Pub. Co., Ithaca).
- 1899 : avec J.H. Comstock, The elements of insect anatomy (Comstock Pub. Co., Ithaca).
- 1899 : A list of the biting lice (Mallophaga) taken from birds and mammals of North America (Gov’t print. off., Washington).
- 1900 : avec Oliver Peebles Jenkins (1850-1935), Lessons in nature study (The Whitaker & Ray Company, San Francisco) – exemplaire numérique sur Biodiversity Heritage Library.
- 1900 : avec D.S. Jordan, Animal life; a first book of zoölogy (D. Appleton and company, New York, réédité en 1902) – exemplaire numérique sur Biodiversity Heritage Library.
- 1901 : Elementary zoology (H. Holt and Company, New York, réédité en 1902) – exemplaire numérique sur American Libraries (édition de 1902).
- 1903 : First lessons in zoology (H. Holt and Company, New York).
- 1903 : avec D.S. Jordan et Harold Heath (1868-1951), Animal studies; a text-book of elementary zoology for use in high schools and colleges (D. Appleton and company, New York) — exemplaire numérique sur American Libraries.
- 1904 : avec Ruby Green Smith (1878-1960), “Studies of variation in insectes”, Proceedings of the Washington Academy of Sciences, 6 (1) : 203-332.
- 1907 : avec D.S. Jordan, Evolution and animal life; an elementary discussion of facts, processes, laws and theories relating to the life and evolution of animals (D. Appleton and company, New York) – exemplaire numérique sur Biodiversity Heritage Library et sur American Libraries.
- 1907 : Darwinism to-day; a discussion of present-day scientific criticism of the Darwinian selection theories, together with a brief account of the principal other proposed auxiliary and alternative theories of species-forming (H. Holt and Company, New York) – exemplaire numérique sur Biodiversity Heritage Library et sur Canadian Libraries.
- 1908 : Insect stories (D. Appleton and company, New York et Londres, réédité en 1923) — exemplaire numérique sur American Libraries.
- 1908 : American Insects (H. Holt and Co., New York) – Exemplaire numérique sur Biodiversity Heritage Library.
- 1909 : avec D.S. Jordan, The scientific aspects of Luther Burbank’s work (A. M. Robertson, San Francisco).
- 1905 : American insects (H. Holt and Company, New York, réédité en 1908).
- 1905 : The animals and man (New York, H. Holt and Company, réédité en 1911).
- 1915 : avec Gordon Floyd Ferris (1893-1958), The Anoplura and Mallophaga of North American mammals (Stanford University).
- 1915 : avec Rennie Wilbur Doane (1871-1942), Elementary textbook of economic zoology and entomology (H. Holt and Company, New York).
- 1917 : avec Alonzo Engelbert Taylor (1871-1949), The food problem (The Macmillan company, New York) – exemplaire numérique sur American Libraries.
- 1917 : Headquarters nights; a record of conversations and experiences at the headquarters of the German army in France and Belgium (The Atlantic Monthly Press,  Boston).
- 1918 : Fighting starvation in Belgium (Page & company, New York, Doubleday).
- 1920 : Herbert Hoover, the man and his work (D. Appleton and company, New York et Londres) – exemplaire numérique sur American Libraries.
- v. 1920 : avec des chansons de Charlotte Kellogg, Nuova : or, The new bee, a story for children of five to fifty (Houghton Mifflin company, Boston et New York).
- 1922 : Human life as the biologist sees it (H. Holt and company, New York) – exemplaire numérique sur Canadian Libraries et sur American Libraries.
- 1923 : Mind and heredity (Princeton University Press).
- 1924 : Evolution (D. Appleton and company, New York et Londres).